# Stenostira
Genre
Stenostira est un genre monotypique de passereaux de la famille des Stenostiridae. Il comprend une seule espèce de mignards.

## Répartition
Ce genre se trouve à l'état naturel en Afrique australe.

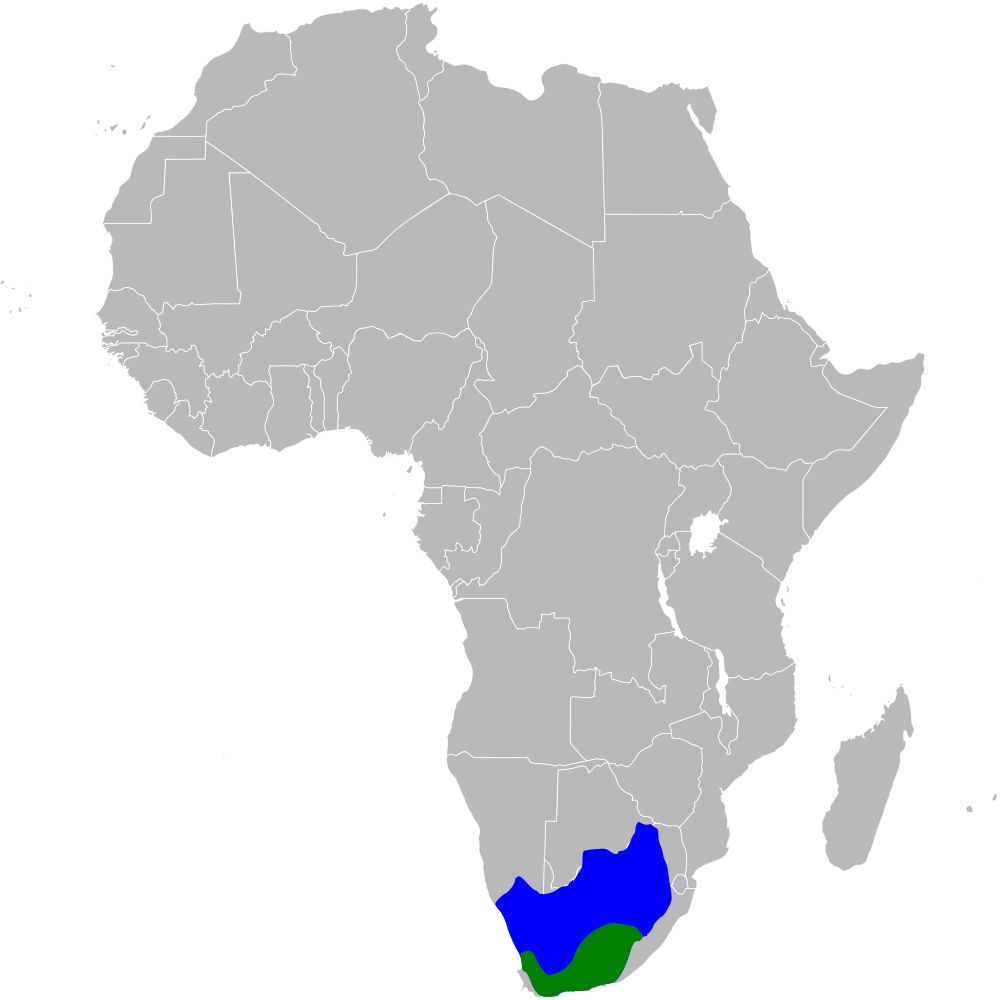
Répartition de Stenostira.

## Liste alphabétique des espèces
Selon la classification de référence du Congrès ornithologique international (version 8.2, 2018) :
- Stenostira scita (Vieillot, 1818) — Érythrocerque de Livingstone, Gobemouche des fées, Mignard enchanteur, Sténostire féérique
  - Stenostira scita rudebecki Clancey, 1955
  - Stenostira scita saturatior Lawson, 1962
  - Stenostira scita scita (Vieillot, 1818)